# Tiquadra
Tiquadra és el nom clàssic, segons Plini el Vell, que rebria una illa situada vora o dins la badia de Palma:
| «                                    | e regione Palmae urbis Menariae ac Tiquadra et parva Hannibalis | » |
| — Plini el Vell. Historia Naturalis. |                                                                 |   |

Hom ha especulat que es pugui tractar de l'Illa dels Conills, així com també altres illes com l'illa de la Porrassa i na Moltona.
Aquesta illa està relacionada amb la tradició de l'origen illenc d'Anníbal.